# Largo Padre Péricles
O Largo Padre Péricles é um logradouro localizado na cidade de São Paulo, cujo nome é uma homenagem ao padre Péricles Gomes Barbosa, falecido em 1929, primeiro vigário da Igreja da Paróquia de São Geraldo das Perdizes.

## História
Em 1900, no Largo das Perdizes, existia uma Capela dedicada à nossa Senhora da Conceição e Santa Cruz. A igreja era pequena, pobre e recada e nesta Capela funcionou a primeira Matriz da Paróquia de São Geraldo. No Largo Padre Péricles (antigo Largo das Perdizes, antes de receber sua nomeação oficial da prefeitura), se localiza a Paróquia São Geraldo das Perdizes, criada em 15 de fevereiro de 1914, por Dom Duarte Leopoldo e Silva, Arcebispo Metropolitano de São Paulo.[3]
O nome do largo vem do primeiro pároco da igreja local, o zeloso Cônego Péricles Gomes Barbosa, que está sepultado na Matriz que hoje se localiza na rua com seu nome.

## Importância
Na Paróquia São Geraldo, muitos tesouros arquitetônicos e artísticos estão guardados, mas o de maior destaque é o que está protegido no Campanário: o Sino que anunciou a independência no dia Sete de Setembro de 1822, uma hora após a assinatura da proclamação da Independência do Brasil. O sino foi apelidado de “Bronze Velho” e originalmente estava na antiga Catedral da Sé, onde ficou desde a sua fundição em 1820 até a demolição do local, em 1913. Neste ano, ele foi transferido para o Mosteiro da Luz e apenas em 1942 que ele chegou à Paróquia localizada no Largo. O sino possui 1,70 metros de diâmetro e 1,75 metros de altura. Ele pesa 2.225 quilos e, para içá-lo, diversos homens e um grande guindaste foram necessários[4]. O sino foi fundido pelo artesão Francisco Chagas Sampaio e nele está gravado o nome do autor, as armas do Reino de Portugal e trecho do salmo 150, da Bíblia5]
Em 2003, entretanto, o sino foi furtado. O departamento de polícia local indica que os responsáveis provavelmente o furtaram para derreter e procurar por ouro. Porém, uma reportagem da Folha de S. Paulo revelou que o sino só tinha Ferro e Chumbo em sua composição.
O Largo é uma referência histórica, pois já abrigou, a Capela de Nossa Senhora da Conceição e Santa Cruz, que se tornou o primeiro templo histórico do bairro de Perdizes[6]. Além disso, o local também é próximo de entroncamentos que unem partes centrais da cidade como é o caso da Avenida Francisco Matarazzo, Rua Cardoso de Almeida e Rua Turiaçu.